# Jake DeBrusk
Jake DeBrusk (né le 17 octobre 1996 à Edmonton, en Alberta au Canada) est un joueur professionnel canadien de hockey sur glace. Il est le fils du joueur Louie DeBrusk.

## Biographie
Jake DeBrusk fait ses débuts avec les Broncos de Swift Current en LHOu lors de la saison 2013-2014. Il est repêché à la 14e position du repêchage d'entrée dans la LNH 2015 par les Bruins de Boston.
Il passe professionnel en 2016-2017 avec les Bruins de Providence, club ferme des Bruins de Boston dans la Ligue américaine de hockey.
Il joue son premier match dans la Ligue nationale de hockey avec les Bruins face aux Predators de Nashville le 5 octobre 2017 et marque son premier but et sa première assistance.

## Statistiques
| Saison     | Équipe                   | Ligue      |     | Saison régulière | Saison régulière | Saison régulière | Saison régulière | Saison régulière |    | Séries éliminatoires | Séries éliminatoires | Séries éliminatoires | Séries éliminatoires | Séries éliminatoires |
| Saison     | Équipe                   | Ligue      | PJ  | B                | A                | Pts              | Pun              | PJ               | B  | A                    | Pts                  | Pun                  |                      |                      |
| 2013-2014  | Broncos de Swift Current | LHOu       | 72  | 15               | 24               | 39               | 21               | 6                | 3  | 1                    | 4                    | 0                    |                      |                      |
| 2014-2015  | Broncos de Swift Current | LHOu       | 72  | 42               | 39               | 81               | 40               | 3                | 0  | 0                    | 0                    | 10                   |                      |                      |
| 2015-2016  | Broncos de Swift Current | LHOu       | 24  | 9                | 17               | 26               | 15               | -                | -  | -                    | -                    | -                    |                      |                      |
| 2015-2016  | Rebels de Red Deer       | LHOu       | 37  | 12               | 27               | 39               | 32               | 17               | 8  | 9                    | 17                   | 20                   |                      |                      |
| 2016-2017  | Bruins de Providence     | LAH        | 74  | 19               | 30               | 49               | 30               | 17               | 6  | 3                    | 9                    | 4                    |                      |                      |
| 2017-2018  | Bruins de Boston         | LNH        | 70  | 16               | 27               | 43               | 19               | 12               | 6  | 2                    | 8                    | 8                    |                      |                      |
| 2018-2019  | Bruins de Boston         | LNH        | 68  | 27               | 15               | 42               | 18               | 24               | 4  | 7                    | 11                   | 10                   |                      |                      |
| 2019-2020  | Bruins de Boston         | LNH        | 65  | 19               | 16               | 35               | 14               | 13               | 4  | 0                    | 4                    | 2                    |                      |                      |
| 2020-2021  | Bruins de Boston         | LNH        | 41  | 5                | 9                | 14               | 6                | 10               | 2  | 1                    | 3                    | 2                    |                      |                      |
| 2021-2022  | Bruins de Boston         | LNH        | 77  | 25               | 17               | 42               | 10               | 7                | 2  | 2                    | 4                    | 2                    |                      |                      |
| 2022-2023  | Bruins de Boston         | LNH        | 64  | 27               | 23               | 50               | 16               | 7                | 4  | 2                    | 6                    | 10                   |                      |                      |
| 2023-2024  | Bruins de Boston         | LNH        | 80  | 19               | 21               | 40               | 18               | 13               | 5  | 6                    | 11                   | 2                    |                      |                      |
| 2024-2025  | Canucks de Vancouver     | LNH        | 82  | 28               | 20               | 48               | 18               | -                | -  | -                    | -                    | -                    |                      |                      |
| Totaux LNH | Totaux LNH               | Totaux LNH | 547 | 166              | 148              | 314              | 119              | 86               | 27 | 20                   | 47                   | 36                   |                      |                      |